# 耶爾森山
耶爾森山（英語：Mount Gjertsen）是南極洲的山峰，位於瑪麗伯德地，處於格里爾山東北面4公里，海拔高度2,420米，在1934年12月由美國探險隊發現，現時由南極條約體系管理。